# Kalix
Kalix (en dialecte de Kalix: Kôlis (/kɞɽis/, [cʰ(j)ɞɽɪs]), en finès: Kainuu, en meänkieli: Kainus) és una localitat i seu del Municipi de Kalix, al Comtat de Norrbotten, Suècia. Es creu que el nom de Kalix prové de la paraula sami Gáláseatnu, o "Kalasätno", que significa "el riu fred", el nom antic del riu Kalix. La localitat tenia 7.480 habitants el 2018, d'un total de 16.144 habitants (2018) al Municipi de Kalix.
En aquesta localitat s'hi parla un dialecte divergent de l'idioma suec, el dialecte de Kalix, una variant d'aquesta llengua germànica parlada per unes 10.000 persones en tot el municipi. Aquesta llengua té molts trets característics propis diferenciats del suec estàndard, com l'ús de tres gèneres gramaticals (el suec estàndard n'usa només dos) o la declinació dels substantius en els casos datiu i acusatiu, comparable a l'alemany actual (ambdós casos han desaparegut en el suec estàndard). Com a curiositat, en el dialecte de Kalix sempre es posa un article darrere dels noms de persona i mascota, com es fa en català.

## Història
Fa uns 4500 anys, el clima del nord dels països nòrdics va començar a escalfar-se després de la última edat de gel. La calor juntament amb l'isostàsia van fer possible habitar a l'àrea de Kalix.
Ja voltant de l'any 1000, Kalix tenia bons boscos i un riu, que faria que persones del sud naveguessin fins a Kalix. La tradició del comerç sembla haver continuat al llarg dels segles perquè quan Carl von Linné i el seu aprenent Lars Montin van visitar el mercat de Kalix el 1732 i 1749 es van queixar del regateig amb els comerciants de Kalix, que va permetre a la gent de Kalix obtenir un bon preu per la mantega i el quitrà, tot i augmentar la inflació a Estocolm.

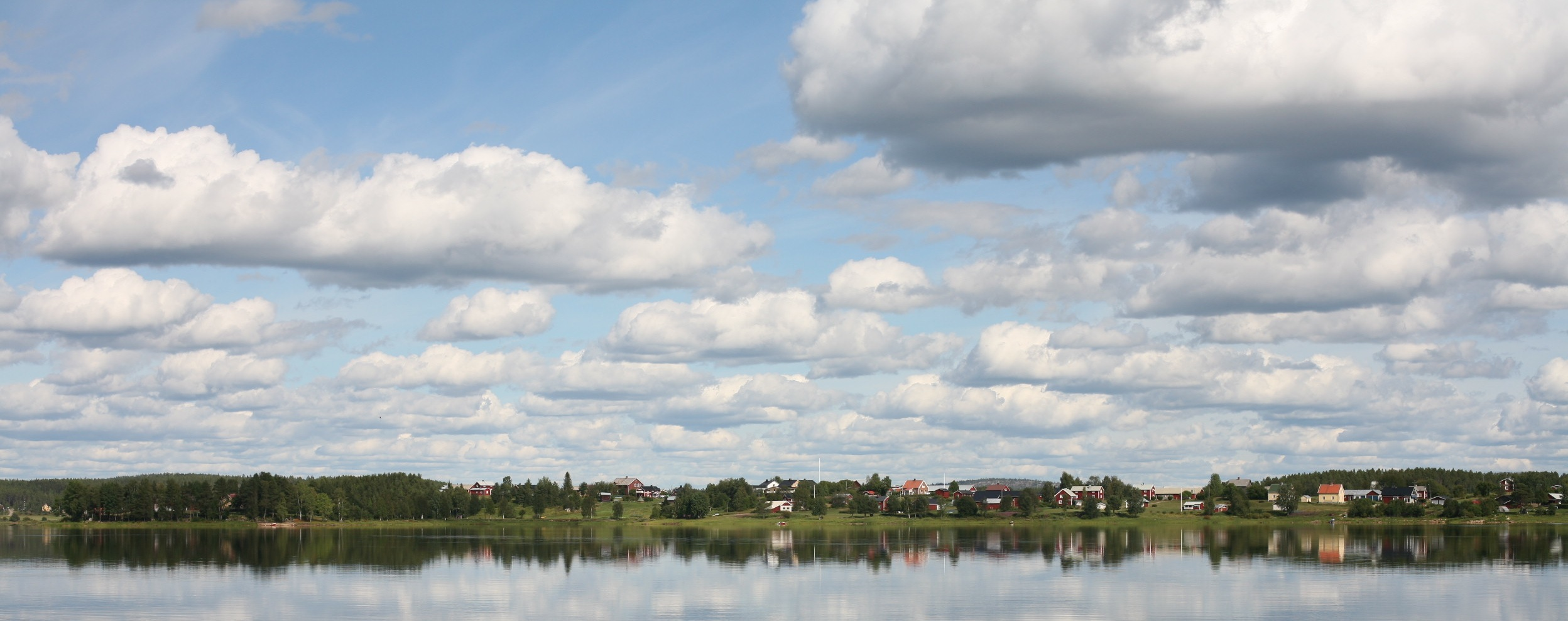
El riu Kalix.

Kalix, com a socken (nom nòrdic per a referir-se a una àrea geogràfica local amb la seva pròpia administració), va ser esmentat per primera vegada el 1482. Anteriorment, s'havia fet refència a l'àrea amb molts noms diferents: Caliss, Kaliss, Calixe, Calix i Neder Kalix. Per confondre encara més les coses, un municipi actual anomenat Överkalix (Alt Kalix) va format part del Municipi de Kalix fins al 1644, quan se'n va separar per formar el seu propi municipi, fent que la gent comencés a referir-se a Kalix com a "Nederkalix (Baix Kalix).
Durant el segle xviii, cada poble de l'àrea de Kalix tenia la seva pròpia part del riu per a pescar-hi salmó i peix blanc comú. Els pobles situats al llarg de la línia de la costa pescaven alburn i arengada. Part de la captura era transportada cap al sud, juntament amb el greix de foca i el quitrà. Al voltant del 1660 es va obrir una mina de coure al sud de Bodträsk pel poble de Moån. A la darreria del segle xviii, el poble de Björkfors també s'hi va obrir una mina, i al poble de Törefors se n'hi va obrir una de ferro el 1801.
El 25 de març de 1809, Kalix va ser el lloc de la ubicació de la capitulació de l'exèrcit suec al final de la guerra finlandesa. A conseqüència d'aquesta guerra, Suècia va lliurar Finlàndia a Rússia. Les converses de pau es van iniciar al poble finlandès de Fredrikshamn (o Hamina en finès), i el 30 d'agost es va signar un tractat de pau.